# ケンコーイ郡
座標: 北緯14度35分12秒 東経100度59分54秒 / 北緯14.58667度 東経100.99833度
ケンコーイ郡（ケンコーイぐん、タイ語: อำเภอแก่งคอย）はタイ中部・サラブリー県にある郡（アムプー）である。ケンコイ、ケーンコーイ、ゲンコーイなどの表記ゆらぎがある。県庁所在地（ムアン）であるムアンサラブリー郡に隣接する。

## 名称
ゲン（泰）แก่งは『急流』、コーイ（泰）คอยは『待つ』の意味。かつて、郡を流れるパーサック川の水運が流域の物流を担っていた頃、船は乾季になると岩々に往来を妨げられるため、水量が安定するのを待たされたことから名づけられたと考えられている。のちに上流のパーサック・チョンラシットダム完成によって水量は安定した。

## 歴史
- 2008年2月1日 - ケンコーイ郡に昇格

## 地理
サラブリー県の中央に位置し、県を東西に分断する。北はロッブリー県パッタナーニコム郡、南はナコーンナーヨック県ムアンナコーンナーヨック郡および同県バーンナー郡に接する。郡の中央にはパーサック川が流れる。
郡の南部は世界遺産ドン・パヤーイェン・カオ・ヤイ森林群（通称・カオヤイ国立公園）に指定され、またプラプッタチャーイ国立公園の東側も含まれており、それらの外縁部周辺にはキャンプ場が点在する。標高差は小さいものの、やや山がちな地形である。

## 経済
郡北部では石灰石採掘、セメント製造が盛ん。
- ケーンコーイ工業団地 - 郡中央部に位置。
- サイアム・セメント

## 行政区分
郡は14のタムボンにわかれ、さらにその下位に117の村（ムーバーン）がある。市内には自治体（テーサバーン）が2つあり、以下の通り。
- テーサバーンムアン・ケンコーイ - タムボン・ケンコイ
- テーサバーンムアン・タップクワン - タムボン・タップクワン

| 番号 | タムボン名         | タイ語          | 英語     | 村の数 |
| ---- | ------------------ | --------------- | -------- | ------ |
| 1    | ケンコーイ         | Kaeng Khoi      | แก่งคอย   | -      |
| 2    | タップクワン       | Thap Kwang      | ทับกวาง   | 10     |
| 3    | ターンディアオ     | Tan Diao        | ตาลเดี่ยว  | 11     |
| 4    | フワイヘーン       | Huai Haeng      | ห้วยแห้ง   | 12     |
| 5    | タークロー         | Tha Khlo        | ท่าคล้อ    | 11     |
| 6    | ヒンソーン         | Hin Son         | หินซ้อน    | 9      |
| 7    | バーンタート       | Ban That        | บ้านธาตุ   | 5      |
| 8    | バーンパー         | Ban Pa          | บ้านป่า    | 11     |
| 9    | タートゥーム       | Tha Tum         | ท่าตูม     | 4      |
| 10   | チャオム           | Cha-om          | ชะอม     | 11     |
| 11   | ソーンコーン       | Song Khon       | สองคอน   | 11     |
| 12   | タオプーン         | Tao Pun         | เตาปูน    | 7      |
| 13   | チャムパックファオ | Cham Phak Phaeo | ชำผักแพว  | 10     |
| 15   | ターマプラーン     | Tha Maprang     | ท่ามะปราง | 5      |

※14は欠番

## 交通

### 道路
国道2号線、国道6号線など。

### 鉄道
タイ国有鉄道
東北本線および同バイパス線、ケンコーイ貨物線が交わる要衝。分岐点であるケンコーイ駅の他にマップカバオ駅など。
北方のラオス国境に向け高速鉄道が建設中であるが、当初計画において駅設置は公表されていない。